# Arthur III van Bretagne
Arthur III van Bretagne (Sarzeau, 24 augustus 1393 - Nantes, 26 december 1458) was van 1457 tot aan zijn dood hertog van Bretagne. Hij behoorde tot het huis Dreux-Bretagne.

## Levensloop
Arthur III was de tweede zoon van hertog Jan IV van Bretagne en diens derde echtgenote Johanna van Navarra, dochter van koning Karel II van Navarra.
Zijn vader stipuleerde dat Arthur het Engelse graafschap Richmond zou erven. Na de dood van zijn vader in 1399 werd Richmond echter geannexeerd door koning Hendrik IV van Engeland. In de plaats daarvan kreeg hij de graafschappen Montfort-l'Amaury en Ivry toegewezen.
Arthur vocht al van jongs af aan tegen de Engelsen en steunde in de Franse burgeroorlog de Armagnacs. Hij trad in dienst van hertog Lodewijk van Guyenne, zoon van koning Karel VI van Frankrijk. Zo verwierf Arthur een belangrijke positie aan het Franse hof en kon hij achtereenvolgens de functies van luitenant van de Bastille en van gouverneur van het hertogdom Nemours bemachtigen. Ook kreeg hij in 1415 de baronie Parthenay toegewezen.
In 1415 raakte hij gewond bij de Slag bij Azincourt en werd hij door de Engelsen gevangengenomen. Na vijf jaar gevangenschap werd Arthur in 1420 terug vrijgelaten. Op 10 oktober 1423 huwde hij in Dijon met Margaretha (1393-1441), dochter van hertog Jan zonder Vrees van Bourgondië en weduwe van zijn vroegere vriend Lodewijk van Guyenne. Aan het koninklijk hof in Bourges was hij een favoriet van Yolande van Aragón, de schoonmoeder van koning Karel VII van Frankrijk, en ging hij in rivaliteit met Georges de La Trémoille. In 1425 werd Arthur tot connétable van Frankrijk benoemd. Nadat zijn broer Jan V van Bretagne in 1427 een bondgenootschap met de Engelsen sloot, viel hij korte tijd in ongenade aan het Franse hof.
In 1429 was hij samen met Jeanne d'Arc en Jan van Orléans bevelhebber van het Franse leger en versloegen ze de Engelsen bij Beaugency en Patay. Nadat zijn rivaal Georges de La Trémoille in 1433 door intriges in ongenade gevallen was, kreeg Arthur weer een leidende functie aan het koninklijk hof. Door zijn bemiddeling kwam in 1435 de Vrede van Atrecht, waarbij Karel VII zich verzoende met hertog Filips de Goede van Bourgondië. Op 19 april 1436 hield Arthur een feestelijke intocht in het bevrijde Parijs en de volgende jaren verjoeg hij de Engelsen uit Normandië en uit een deel van Guyenne. De herovering van Normandië eindigde in april 1450 met de Slag bij Formigny. Vervolgens benoemde de Franse koning hem tot hertog van Touraine. Arthur wist zich te onderscheiden in het Franse legerwezen, waarin hij nieuwe disciplines invoerde. Ook lag hij aan de basis van de Compagnies d'Ordonnance, een verre voorloper van de huidige Gendarmerie Nationale.
Inmiddels huwde Arthur op 29 augustus 1442 in Nérac met zijn tweede echtgenote Johanna (overleden in 1444), dochter van Karel II van Albret, graaf van Dreux. Na haar dood huwde hij op 2 juli 1445 met Catharina (overleden in 1492), dochter van graaf Peter I van Luxemburg-Saint-Pol. Ondanks het feit dat hij drie keer huwde, bleef Arthur kinderloos.
In september 1457 volgde hij zijn neef Peter II op als hertog van Bretagne. Zijn regering duurde slechts veertien maanden, aangezien Arthur III in december 1458 op 65-jarige leeftijd overleed. Na zijn dood ging Bretagne naar zijn neef Frans II, de zoon van zijn jongere broer Richard van Étampes. Arthur zelf werd bijgezet in de Kathedraal van Nantes.

## Voorouders
| Voorouders van Arthur III van Bretagne | Voorouders van Arthur III van Bretagne                             | Voorouders van Arthur III van Bretagne                             | Voorouders van Arthur III van Bretagne                            | Voorouders van Arthur III van Bretagne                            | Voorouders van Arthur III van Bretagne                                      | Voorouders van Arthur III van Bretagne                                      | Voorouders van Arthur III van Bretagne                                  | Voorouders van Arthur III van Bretagne                                  |
| -------------------------------------- | ------------------------------------------------------------------ | ------------------------------------------------------------------ | ----------------------------------------------------------------- | ----------------------------------------------------------------- | --------------------------------------------------------------------------- | --------------------------------------------------------------------------- | ----------------------------------------------------------------------- | ----------------------------------------------------------------------- |
| Overgrootouders                        | Arthur II van Bretagne (1261-1312) ∞ Yolande van Dreux (1263-1330) | Arthur II van Bretagne (1261-1312) ∞ Yolande van Dreux (1263-1330) | Lodewijk I van Nevers (?–1322) ∞ 1290 Johanna van Rethel (?-1328) | Lodewijk I van Nevers (?–1322) ∞ 1290 Johanna van Rethel (?-1328) | Filips III van Navarra (1306-1343) ∞1318 Johanna II van Navarra (1290-1315) | Filips III van Navarra (1306-1343) ∞1318 Johanna II van Navarra (1290-1315) | Jan II van Frankrijk (1319-1364) ∞ 1332 Bonne van Luxemburg (1315-1349) | Jan II van Frankrijk (1319-1364) ∞ 1332 Bonne van Luxemburg (1315-1349) |
| Grootouders                            | Jan van Montfort (1295-1345) ∞ Johanna van Vlaanderen (1295-1374)  | Jan van Montfort (1295-1345) ∞ Johanna van Vlaanderen (1295-1374)  | Jan van Montfort (1295-1345) ∞ Johanna van Vlaanderen (1295-1374) | Jan van Montfort (1295-1345) ∞ Johanna van Vlaanderen (1295-1374) | Karel II van Navarra (1332-1387) ∞1352 Johanna van Valois (1343-1373)       | Karel II van Navarra (1332-1387) ∞1352 Johanna van Valois (1343-1373)       | Karel II van Navarra (1332-1387) ∞1352 Johanna van Valois (1343-1373)   | Karel II van Navarra (1332-1387) ∞1352 Johanna van Valois (1343-1373)   |
| Ouders                                 | Jan IV van Bretagne (1339-1399) ∞ Johanna van Navarra (1370-1437)  | Jan IV van Bretagne (1339-1399) ∞ Johanna van Navarra (1370-1437)  | Jan IV van Bretagne (1339-1399) ∞ Johanna van Navarra (1370-1437) | Jan IV van Bretagne (1339-1399) ∞ Johanna van Navarra (1370-1437) | Jan IV van Bretagne (1339-1399) ∞ Johanna van Navarra (1370-1437)           | Jan IV van Bretagne (1339-1399) ∞ Johanna van Navarra (1370-1437)           | Jan IV van Bretagne (1339-1399) ∞ Johanna van Navarra (1370-1437)       | Jan IV van Bretagne (1339-1399) ∞ Johanna van Navarra (1370-1437)       |
| Arthur III van Bretagne (1393-1458)    |                                                                    |                                                                    |                                                                   |                                                                   |                                                                             |                                                                             |                                                                         |                                                                         |